# Papilio polymnestor
Papilio polymnestor Cramer, 1775 è un lepidottero diurno appartenente alla famiglia Papilionidae, diffuso in India e Sri Lanka.

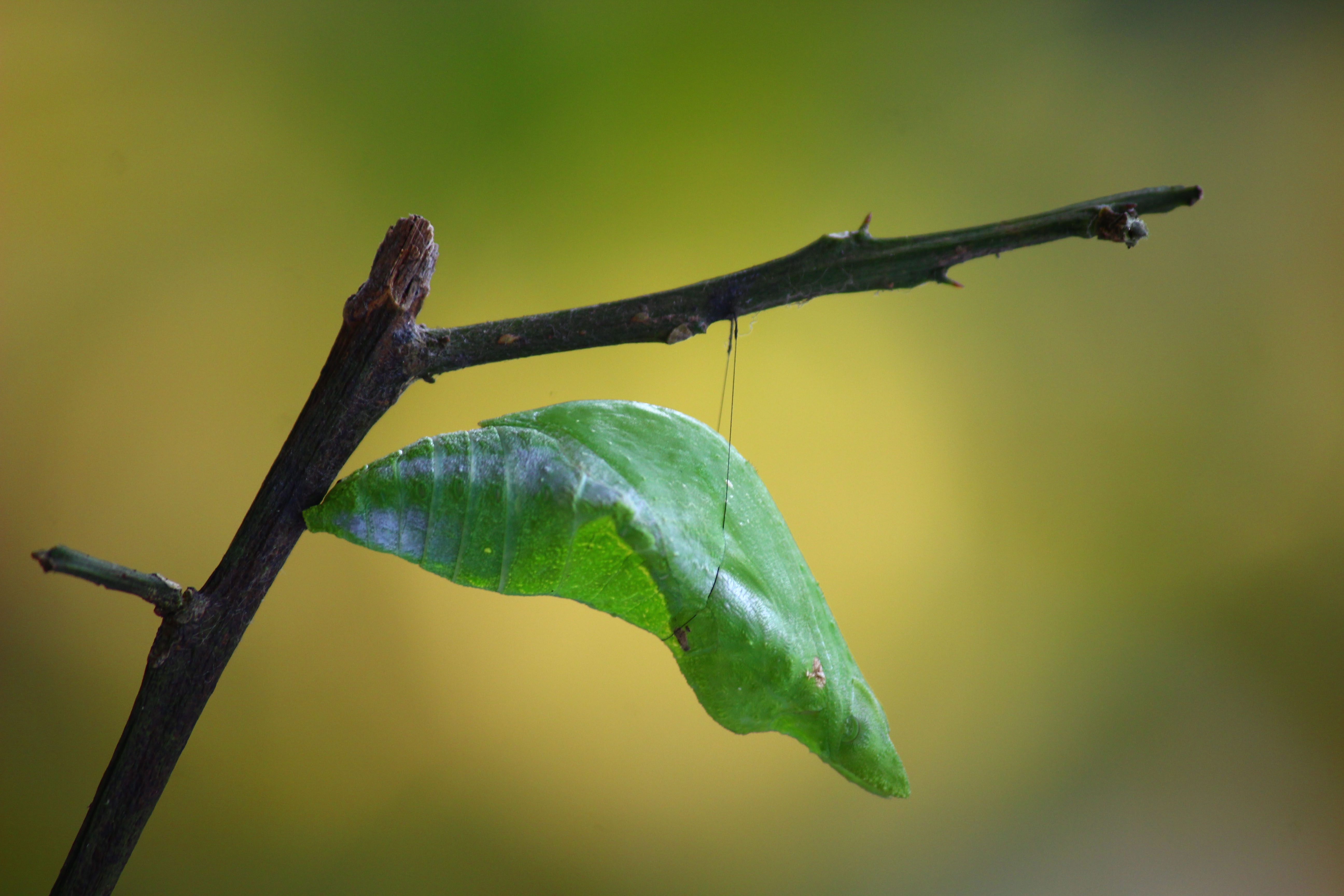
Pupa